# Friedrich Staphylus
Friedrich Staphylus (Osnabrück, 27 agosto 1512 – Ingolstadt, 5 marzo 1564) è stato un teologo tedesco, prima protestante e poi convertito al cattolicesimo.

## Biografia
Suo padre, Ludeke Stapellage, era un ufficiale del vescovo di Osnabrück. Divenuto orfano in tenera età, venne accolto dallo zio a Danzica, poi si recò in Lituania e studiò a Cracovia, per poi passare a studiare teologia e filosofia a Padova.
Intorno al 1536 si recò a Wittenberg, ottenendo il titolo di magister artium nel 1541 e dietro raccomandazione di Filippo Melantone divenne precettore nella famiglia del Conte di Eberstein. Nel 1546 il duca Alberto I di Prussia lo nominò professore di teologia alla nuova Università di Königsberg, che il duca aveva fondato nel 1544.
In quell'epoca Staphylus era ancora sotto l'influenza di Martin Lutero, come dimostra la sua disputa accademica sulla dottrina della giustificazione, "De justificationis articulo". Tuttavia, alla sua assunzione come professore ottenne l'assicurazione che egli non sarebbe rimasto se il duca avesse tollerato errori che "potrebbero essere in contrasto con le Sacre Scritture e la primitivœ apostolicœ et catholicœ ecclesiœ consensum". Questo dimostra che anche allora egli considerava con sospetto lo sviluppo del protestantesimo.
A Königsberg ebbe una violenta disputa teologica con Wilhelm Gnapheus. Nel 1547-48 fu il primo rettore eletto dell'università, ma nel 1548 si dimise, perché incontrò delle ostilità, e non era soddisfatto delle condizioni religiose in Prussia. Continuò comunque ad essere uno dei consiglieri del duca. Nel 1549 sposò a Breslavia la figlia di John Hess, un riformatore di quel luogo.
Ritornato a Königsberg, scoppiò una nuova disputa tra lui e Andrea Osiander. Il dissenso dogmatica, che gli faceva sembrava incerto tutto ciò che faceva, lo spingeva sempre di più verso l'idea cattolica di tradizione e la richiesta di autorevole esposizione delle Scritture da parte della Chiesa. Egli espresse queste opinioni nel trattato "Synodus sanctorum Patrum Antiquorum contra nova dogmata Andreae Osiandri", che scrisse a Danzica nel 1552. Una grave malattia affrettò la sua conversione, avvenuta a Breslavia alla fine del 1552.
Dopo ciò entrò al servizio del vescovo di Breslavia, per il quale fondò una scuola a Neiße. Nel 1555 l'imperatore Ferdinando I lo nominò membro del consiglio imperiale. Alla Disputa di Worms, nel 1557, si oppose, come uno degli interlocutori cattolici, all'un tempo venerato Melantone. Nel suo "Theologiæ Martini Lutheri trimembris epitome" (1558) attaccò duramente la mancanza di unione nel protestantesimo, il culto di Lutero, e il soggettivismo religioso. Il trattato ha chiamato fuori un numero di risposte. opposed, as one of the Catholic collocutors, the once venerated Melanchthon. In his "Theologiæ Martini Lutheri trimembris epitome" (1558) he severely attacked the lack of union in Protestantism, the worship of Luther, and religious subjectivism. Il trattato provocò un certo numero di risposte.
Nel 1560 Alberto V di Baviera, su proposta di Canisio, nominò Staphylus professore di teologia all'Università di Ingolstadt dopo che Staphylus aveva ottenuto la laurea di dottore in teologia e diritto canonico in virtù di una particolare dispensa papale, visto che era sposato. Come sovraintendente, riformò l'università.
Dopo di ciò prese attiva parte nella restaurazione cattolica in Baviera e Austria. Egli elaborò una serie di pareri sulla riforma per il Concilio di Trento, come "Counsel to Pius IV", mentre rifiutò al concilio personalmente. Nel 1562 il papa gli inviò un regalo di cento fiorini, e l'imperatore lo elevò alla nobiltà. Morì a Ingolstadt, all'età di 51 anni.
Il suo insegnamento e la sua eloquenza vennero francamente riconosciuti dal suo connazionale luterano Hermann Hamelmann.

## Opere
- Diodori Siculi fragmentary ex Greco in latinum versa.
- Historia et Apologia Utriusque Partis, Catholicae Et Confessionariae, de dissolutione Colloquii nuper Wormatiae institu ad omnes Catholicae fidei Protectores. Vienna 1558.
- Theologiae Martini Lutheran Trimembris Epitome. Worms 1558.
- Aigentliche and warhaffte description Wess bey the beautiful Besingknuß as the Romans. Kay. May the Emperor Ferdinand IRER May dear brother unnd Kayser Carlen the fünfften high Löblich Most Gedächtnus 24 and 25 February the 59th Jars of Augsburg ordenlich ... held to everywhere laughed openly. Dillingen, 1559.
- Historam de vita, morte et gestis Caroli V. Augsburg, 1559 (online)
- Defensio Pro Trimembri Theologia M. Lvtheri, Contra Aedificatores Babylonicae Tvrris. Phil Melanthonem, Shvvenckfeldianum Longinum, And. Musculum, Mat FLACC. Illyricum, Iacobum Andream Shmidelinum. Dillingen 1561.
- Vanguard to rescue the book. From the right was understood of the divine worts, of interpreting the Bible Teütschen, vnd From ainigkeit the Lutheran Predicanten. Ingolstadt 1561.
- Christian to report to the godly gemainen laity. Ingolstadt 1561.
- Prodromus D. Friderici Staphyli, in Defensionem Apologiae suae, de vero germanoque scripturae sacrae intellectu ecc. Latine redditus by F. Laurentium Surium Carthusianum. Cologne, 1562.
- Hysterodromum.
- Lucubrationes super plurimas sessions ad Concilium cum libris II De republica Christiana.
- Oratio de bone litteris, 1550.
- Synodus Patrum contra Osiandrum, 1553.
- From letsten and large waste so should happen before the coming of the Antichrist. 1565.